# Conacmella
Conacmella is een geslacht van weekdieren uit de klasse van de Gastropoda (slakken).

## Soort
- Conacmella vagans Hirase, 1907